# 5308 Хатчісон
5308 Хатчісон (5308 Hutchison) — астероїд головного поясу, відкритий 28 лютого 1981 року.
Тіссеранів параметр щодо Юпітера — 3,326.